# Elvington (Kent)
Elvington est un village du Kent, en Angleterre.